# 양금석
양금석(梁金錫, 1961년 3월 8일 ~ )은 대한민국의 배우이다.

## 주요 이력
1979년 연극계에 입문한 후 1981년 뮤지컬에도 데뷔 후 1991년 SBS 드라마 《미늘》을 통해 텔레비전 연기자 데뷔했다. 1997년 KBS 드라마 《파랑새는 있다》에서 가수 역할을 하여 음반을 출시해 가수로 활동한 적도 있었다.

## 학력
- 국립전통예술고등학교 (음악연극과 / 졸업)
- 서울예술대학교 (연기과 /졸업)

## 연기 활동

### 드라마, 시트콤
- 1991년 SBS 개국특집극 《미늘》
- 1992년 SBS 월화드라마 《분례기》
- 1992년 SBS 소설극장 《모닥불에 바친다》
- 1993년 SBS 월화드라마 《결혼》 ... 명희 역
- 1994년 KBS 2TV 단막극 《드라마게임 - 여름 지나고 겨울》
- 1994년 KBS 2TV 단막극 《드라마게임 - 아버지의 노트 한 권》
- 1994년 KBS 2TV 주말연속극 《남자는 외로워》 ... 차유미 역
- 1995년 SBS 가정의달특집극 《홀로 된다는 것》 ... 며느리 여자친구 역
- 1995년 MBC TV 아침드라마 《행복》 ... 현정 역
- 1995년 KBS 1TV 일일연속극 《하늘 바라기》 ... 승연 역
- 1995년 KBS 2TV 특별기획드라마 《서궁》 ... 개똥 모, 강씨 역
- 1995년 MBC TV 미니시리즈 《여》
- 1995년 MBC TV 특별기획드라마 《제4공화국》 ... 최은희 역
- 1996년 KBS 2TV 아침드라마 《유혹》 ... 혜선 역
- 1996년 SBS 청소년드라마 《성장느낌 18세》
- 1997년 KBS 2TV 일일시트콤 《마주보며 사랑하며》 ... 이금순 역
- 1997년 KBS 2TV 방송70년 KBS 50년 특별기획드라마 《파랑새는 있다》 ... 샹글리라 클럽 가수, 패티 정 역
- 1997년 MBC TV 특별기획드라마 《산》 ... 찬민 모 역
- 1998년 KBS 2TV 미니시리즈 《맨발의 청춘》
- 1998년 KBS 2TV 토요시트콤 《행복을 만들어 드립니다》 ... 서금석 역
- 1998년 SBS 주말극장 《로맨스》 ... 조영주 역
- 1998년 KBS 2TV 미니시리즈 《순수》
- 1999년 KBS 2TV 설날특집극 《아름다운 비밀》
- 1999년 KBS 2TV 월화드라마 《우리는 길 잃은 작은 새를 보았다》
- 1999년 MBC TV 주말연속극 《사랑해 당신을》 ... 선화 모, 민현자 역
- 2000년 KBS 1TV TV소설 《민들레》 ... 배두옥 역
- 2000년 SBS 월화드라마 《도둑의 딸》 ... 민자 역
- 2001년 SBS 대하사극 《여인천하》 ... 자운아 역
- 2001년 KBS 2TV 아침드라마 《꽃밭에서》
- 2001년 MBC 수목미니시리즈 《네 자매 이야기》 ... 김순영 역
- 2001년 KBS 2TV 주말연속극 《아버지처럼 살기 싫었어》
- 2001년 SBS 드라마 스페셜 《피아노》 ... 변학수씨의 부인 김인순 역
- 2002년 MBC TV 수목 미니시리즈 《선물》 ... 민수련 선생 역
- 2002년 SBS 일일드라마 《오남매》 ... 이영신 역
- 2002년 KBS 2TV 특별기획드라마 《태양인 이제마》 ... 안씨 역
- 2003년 KBS 2TV 일일드라마 《헬로! 발바리》 ... 김명순 역
- 2004년 SBS 특별기획 《폭풍 속으로》 ... 송지연 역
- 2004년 SBS 일일드라마 《소풍가는 여자》 ... 진풍옥 역
- 2004년 KBS 1TV 일일연속극 《금쪽같은 내 새끼》 ... 조영실 역
- 2004년 SBS 광복 60년 대하드라마 《토지》 ... 함안댁 역
- 2005년 SBS 드라마 스페셜 《건빵선생과 별사탕》 ... 학교 이사장 영애 역
- 2005년 KBS 2TV 월화드라마 《러브홀릭》 ... 박수진 역
- 2005년 MBC TV 주말연속극 《사랑찬가》 ... 주양자 역
- 2005년 SBS 특별기획 《해변으로 가요》 ... 주 여사 역
- 2005년 SBS 금요드라마 《다이아몬드의 눈물》 ... 문 마담 역
- 2006년 KBS 1TV 대하드라마 《대조영》 ... 측천무후 역
- 2006년 KBS 2TV 월화드라마 《구름계단》 ... 정원 모 역
- 2006년 SBS 드라마 스페셜 《연인》 ... 정양금 역
- 2006년 KBS 2TV 아침드라마 《아줌마가 간다》 ... 한수연 역
- 2007년~2011년 KBS 1TV 전원드라마 《산 너머 남촌에는》 ... 종갓집 큰 며느리, 최명희 역
- 2007년 SBS 금요드라마 《아들 찾아 삼만리》 ... 이난희 역
- 2008년 KBS 1TV 일일연속극 《너는 내 운명》 ... 호세 모, 서민정 역
- 2010년 KBS 2TV 월화드라마 《국가가 부른다》 ... 오하나 모, 이수자 역
- 2012년 tvN 미니시리즈 《일년에 열두남자》 ... 오연순 역
- 2012년 tvN 아침드라마 《유리 가면》 ... 정혜란 역
- 2013년 KBS 1TV 일일연속극 《지성이면 감천》 ... 이미숙 역
- 2014년 OCN 일요드라마 《신의 퀴즈 4》 ... 한진우의 모 역
- 2014년 MBC TV 수목 미니시리즈 《운명처럼 널 사랑해》 ... 강세라의 어머니 역 (특별출연)
- 2015년 MBC TV 아침드라마 《이브의 사랑》 ... 홍정옥 역
- 2018년 SBS 특별기획 《착한마녀전》 ... 이문숙 역
- 2018년 MBC TV 특별기획 주말드라마 《신과의 약속》 ... 나경 모 역
- 2020년 SBS 아침연속극 《엄마가 바람났다》 ... 김해정 역
- 2021년 KBS 1TV 설날특집 뮤지컬드라마 《구미호 레시피》... 산신령 역

### 영화
- 2008년 《날나리 종부전》 ... 시고모 역
- 2007년 《전설의 고향》 ... 소연의 어머니 역
- 2007년 《동갑내기 과외하기 레슨 2》 ... 동욱의 어머니 역
- 2006년 《백만장자의 첫사랑》 ... 노래교실 회원 역
- 2001년 《엽기적인 그녀》 ... 견우의 고모 역
- 1995년 《네온 속으로 노을지다》 ... 서지훤 역
- 1994년 《한줌의 시간속에서》 ... 어머니 역

## 그 외 활동

### 방송
- 《가족오락관》 (KBS 2TV, KBS 1TV) - 게스트 (1995년 12월 6일, 1998년 5월 13일, 2000년 11월 25일, 2002년 9월 21일)
- 《새 아침 행복나들이》 (KBS 2TV)
- 《터닝 포인트 사랑과 이별》 (SBS)
- 《불타는 청춘》 (SBS)
- 《불후의 명곡》 (KBS 2TV)
- 《도전 1000곡》 (SBS)
- 《미스터리 음악쇼 복면가왕》 (MBC TV) - 지켜보고 있다

### CF
- 1994 골덴텍스 - 월드베스트편

## 음반
- 1998년 1집 《Memory》

## 수상경력
- 1988년 대한민국 연극제 신인상
- 1989년 서울연극제 신인상
- 1997년 KBS 연기대상 여우조연상